# Vuelo 072 de Gulf Air
El vuelo 072 de Gulf Air (GF072/GFA072) era un vuelo internacional regular de pasajeros desde el aeropuerto Internacional de El Cairo en Egipto al aeropuerto Internacional de Baréin en Baréin, operado por Gulf Air. El 23 de agosto de 2000 a las 19:30 hora estándar de Arabia (UTC + 3), el Airbus A320 se estrelló minutos después de ejecutar un vuelo de ida y vuelta tras un intento fallido de aterrizar en la pista 12. La tripulación de vuelo sufrió desorientación espacial durante el vuelo de ida y vuelta y se estrelló en las aguas poco profundas del Golfo Pérsico a 5 km (3,1 millas; 2,7 nmi) del aeropuerto. Las 143 personas a bordo del avión murieron.
El accidente del vuelo 072 sigue siendo el accidente de aviación más mortal en territorio de Baréin, y fue el accidente más mortal que involucró a un Airbus A320 en ese momento, que luego fue superado por el vuelo 3054 de TAM Linhas Aéreas, que se estrelló el 17 de julio de 2007 con 199 muertes.
El informe final se publicó el 15 de agosto de 2002, concluyó que los factores individuales que contribuyeron al accidente fueron la falta de cumplimiento de una serie de procedimientos operativos estándar (SOP) y la pérdida de conocimiento espacial y situacional por parte de la tripulación de la aeronave durante la aproximación y fases finales del vuelo. También contribuyeron al accidente una serie de factores sistémicos, incluida la deficiencia en la capacitación en gestión de recursos de la tripulación (CRM) por parte de Gulf Air y las supervisiones de seguridad por parte de la Dirección General de Aviación Civil y Meteorología de Omán.

## Aeronave
La aeronave involucrada era un Airbus A320-212 de 6 años y 3 meses, número de serie 481, matrícula A4O-EK. Se voló por primera vez el 16 de mayo de 1994 y se entregó nuevo a Gulf Air en septiembre de 1994. El avión estaba propulsado por dos motores CFM International CFM56-5A3. Había acumulado más de 17.000 horas en 14.000 ciclos antes del accidente. Su último mantenimiento se realizó entre el 17 y el 18 de agosto de 2000. La aeronave cumplía con todas las directivas de aeronavegabilidad aplicables para la estructura y los motores.

## Pasajeros y tripulación

### Tripulación
Había dos pilotos a bordo:: 9–12 
El capitán era Ihsan Shakeeb de nacionalidad bahreiní de 37 años de edad. Se unió a Gulf Air como piloto cadete en 1989 y, después del entrenamiento, fue ascendido a primer oficial del Lockheed L-1011 TriStar en 1994, del Boeing 767 en 1994, del Airbus A320 en 1998 y finalmente a capitán del Airbus A320 en el 2000. Shakeeb tenía 4.416 horas de vuelo (incluidas 1.083 horas en el Airbus A320), de las cuales 86 fueron como capitán.
El primer oficial era Khalaf al-Alawi, un omaní de 25 años. Se unió a Gulf Air como piloto cadete en 1999 y ascendió a primer oficial del Airbus A320 en 2000. Al-Alawi había registrado 608 horas de experiencia de vuelo, 408 de ellas en el Airbus A320.: 12 

### Pasajeros
El Airbus A320-212 llevaba a bordo a 135 pasajeros, 2 pilotos y 6 tripulantes de cabina procedentes de 17 países, en su mayoría de Egipto y Bahréin. Un egipcio que debía abordar el vuelo fue rechazado por funcionarios de inmigración en El Cairo, quienes descubrieron que su pasaporte no estaba sellado con el permiso necesario del Ministerio del Interior egipcio para trabajar en el extranjero.
Entre los 135 pasajeros había 61 hombres, 37 mujeres y 37 niños (incluidos 8 bebés).: 26 
Se encontró un conjunto de restos número 144, que se identificó como un feto que había nacido durante el accidente, pero no se contabilizó como fatalidad en el informe final.: 35 
| Nacionalidad            | Pasajeros | Tripulación | Total |
| ----------------------- | --------- | ----------- | ----- |
| Australia               | 1         | 0           | 1     |
| Bahréin                 | 34        | 2           | 36    |
| Canadá                  | 1         | 0           | 1     |
| China                   | 3         | 0           | 3     |
| Egipto                  | 63        | 1           | 64    |
| India                   | 0         | 1           | 1     |
| Kuwait                  | 1         | 0           | 1     |
| Marruecos               | 0         | 1           | 1     |
| Omán                    | 1         | 1           | 2     |
| Palestina               | 9         | 0           | 9     |
| Philipinas              | 0         | 1           | 1     |
| Polonia                 | 0         | 1           | 1     |
| Arabia Saudita          | 12        | 0           | 12    |
| Corea del sur           | 1         | 0           | 1     |
| Sudan                   | 1         | 0           | 1     |
| Emiratos Árabes Unidos  | 6         | 0           | 6     |
| Reino Unido             | 2         | 0           | 2     |
| Estados Unidos          | 1         | 0           | 1     |
| Total (17 Nacionalidad) | 135       | 8           | 143   |

## Accidente
El vuelo 072 despegó del Aeropuerto Internacional de El Cairo a las 16:52 hora local con 143 pasajeros y tripulantes a bordo. La aeronave se aproximó al Aeropuerto Internacional de Baréin a velocidades más altas de lo normal, inicialmente a 313 nudos (580 km/h; 360 mph) y luego disminuyendo a 272 nudos (504 km/h; 313 mph). A las 19:22, el controlador de aproximación del Aeropuerto Internacional de Baréin dio la aprobación al vuelo para aterrizar en la pista 02. El primer oficial al-Alawi se puso en contacto con el controlador de aproximación de Baréin, informando que aterrizarían en la pista 02. La aproximación era demasiado alta y la tripulación realizó un patrón de espera de baja altitud inusual en un intento de corregir la aproximación..: 15–16, 87  El patrón de espera no tuvo éxito y se intentó una maniobra de aproximación fallida. Mientras realizaba un ascenso con giro, la aeronave entró en un descenso a 15 grados de morro hacia abajo. El sistema de alerta de proximidad al terreno (GPWS) se activó, primero sonando una alarma de "Sink Rake" y luego nueve alarmas de "whoop whoop pull up", que continuaron sonando hasta el impacto. La tripulación no respondió a las repetidas advertencias del GPWS: 88  y aproximadamente un minuto después de iniciar la maniobra de aproximación frustrada, el avión desapareció de las pantallas de radar.. A las 19:30:02, el avión se estrelló en el mar, nadie a bordo sobrevivió.

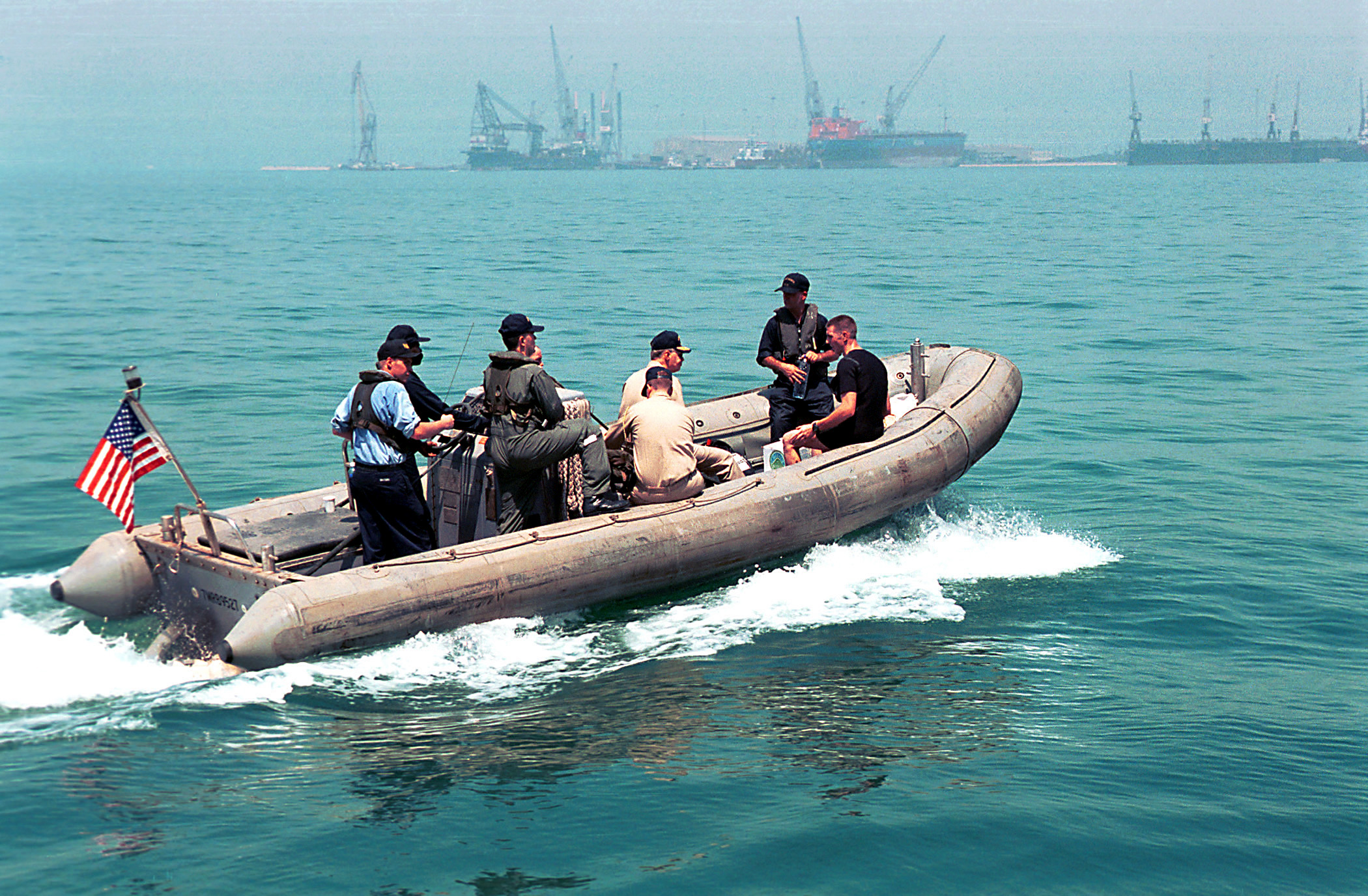
Personal de las United States Navy apoyando en la búsqueda de los restos del Gulf Air 072.

## Investigación

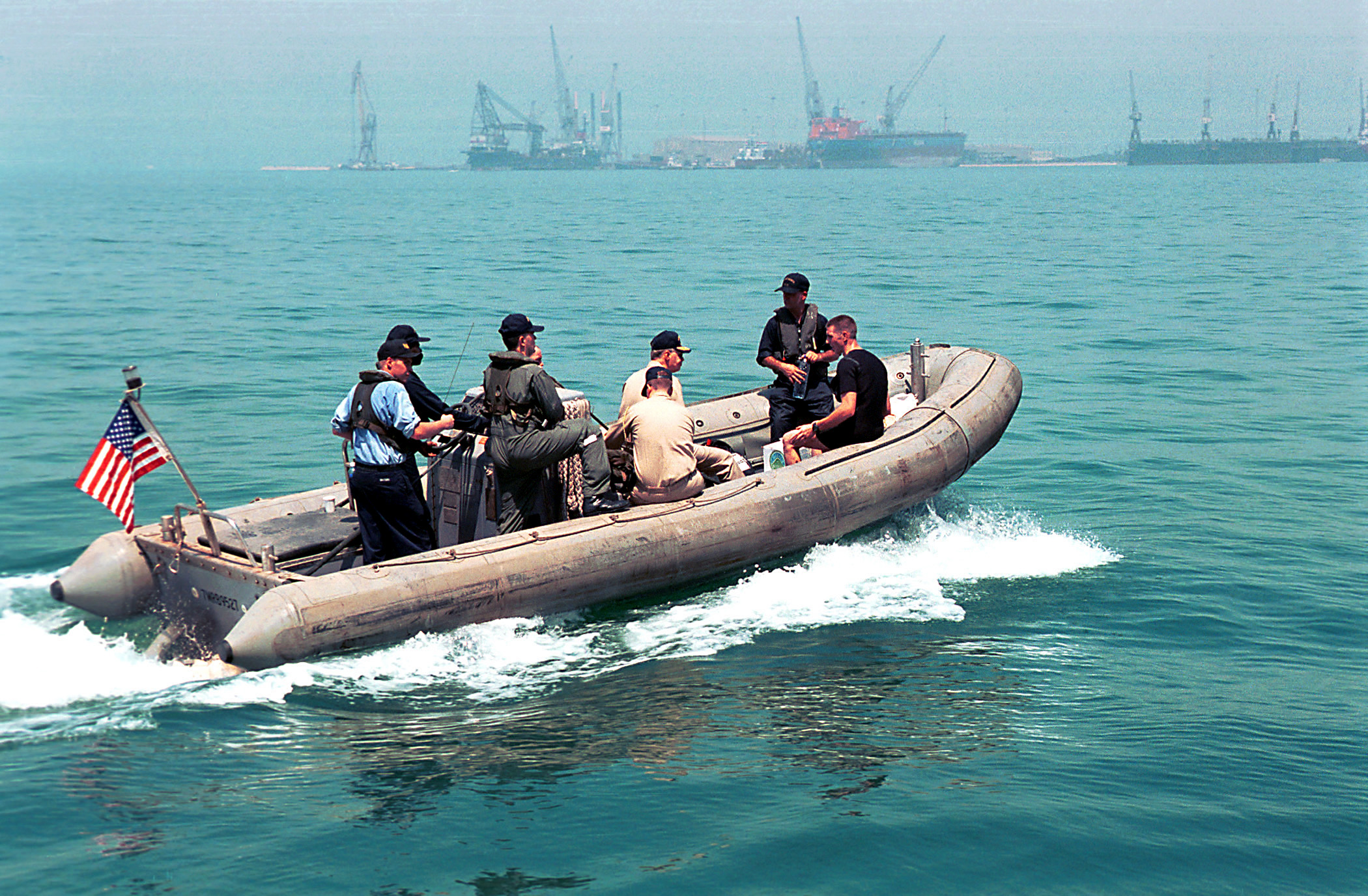
Grupo de la Armada de los Estados Unidos que ayuda a las operaciones de salvamento del vuelo 072 de Gulf Air.

La investigación del accidente concluyó que la causa principal del accidente fue un error del piloto (incluida la desorientación espacial), y un factor secundario fueron los problemas sistémicos de organización y supervisión.
La investigación mostró que ningún factor individual fue responsable del accidente del GF-072. El accidente fue el resultado de una combinación fatal de muchos factores contribuyentes, tanto a nivel individual como sistémico.
- Los factores individuales particularmente durante la aproximación y las fases finales del vuelo fueron:
  - El capitán no se adhirió a una serie de procedimientos operativos estándar (POE), como:
    - significativamente más altas que las velocidades estándar de la aeronave durante el descenso y la primera aproximación
    - no estabilizar la aproximación en la trayectoria de aproximación correcta; realizar una órbita, una maniobra no estándar, cerca de la pista a baja altitud
    - no realizar el procedimiento de ida y vuelta correcto
    - otros artículos relacionados
- A pesar de una serie de desviaciones de los parámetros y el perfil de vuelo estándar, el primer oficial (PNF) no los llamó ni llamó la atención del capitán sobre ellos, como lo requieren los SOP.
  - Un estudio de percepción indicó que durante la vuelta después de la órbita, parece que la tripulación de vuelo experimentó una desorientación espacial, lo que podría haber causado que el capitán percibiera (falsamente) que la aeronave estaba 'lanzando hacia arriba'. Respondió haciendo una entrada de 'nariz hacia abajo' y, como resultado, la aeronave descendió y voló hacia el mar poco profundo.
  - Ni el capitán ni el copiloto percibieron, ni respondieron efectivamente a, la amenaza de una mayor proximidad al suelo, a pesar de las repetidas advertencias duras del GPWS.
- Los factores sistémicos, identificados en el momento del accidente anterior, que podrían haber dado lugar a los factores individuales antes mencionados, fueron:
  - Factores organizacionales (Gulf Air):
    - La falta de entrenamiento en CRM contribuye a que la tripulación de vuelo no se desempeñe como un equipo efectivo en la operación de la aeronave.
    - Insuficiencia en los programas de formación del A320 de la aerolínea, tales como: adherencia a las respuestas SOP, CFIT y GPWS.
    - El sistema de análisis de datos de vuelo de la aerolínea no funcionaba satisfactoriamente y el departamento de seguridad de vuelo tenía una serie de deficiencias.
    - Durante los tres años previos al accidente se identificaron casos de incumplimiento, y respuestas inadecuadas o lentas en la toma de acciones correctivas para subsanarlos, por parte de la aerolínea en algunas áreas regulatorias críticas.

  - Factores de vigilancia de la seguridad:

Una revisión de aproximadamente tres años antes del accidente indicó que a pesar de los intensos esfuerzos, la DGCAM como autoridad reguladora no pudo hacer que el operador cumpliera con algunos requisitos regulatorios críticos.
El presidente de la junta de investigación de accidentes adoptó el informe el 10 de julio de 2002. La investigación mostró que:

... durante la vuelta, mientras el capitán estaba lidiando con la situación de exceso de velocidad del flap, aplicó una entrada de stick lateral de nariz hacia abajo, lo que resultó en un lanzamiento de nariz hacia abajo. Mientras la aeronave aceleraba con potencia TOGA en la oscuridad total, la ilusión somatogravic pudo haber hecho que el capitán percibiera (falsamente) que la aeronave estaba 'lanzando hacia arriba'. Habría respondido haciendo una entrada de 'nariz hacia abajo'. El avión descendió y voló hacia el mar.

## Consecuencias
Después del accidente, Hamad bin Isa Al Jalifa, el Emir de Baréin, declaró tres días de duelo nacional.
Gulf Air retiró el número de vuelo 072 (GF072) y lo reemplazó con el número 070 (GF070) para los vuelos de llegada desde El Cairo a Baréin.

## Galería

El avión accidentado fotografiado en enero de 1995.
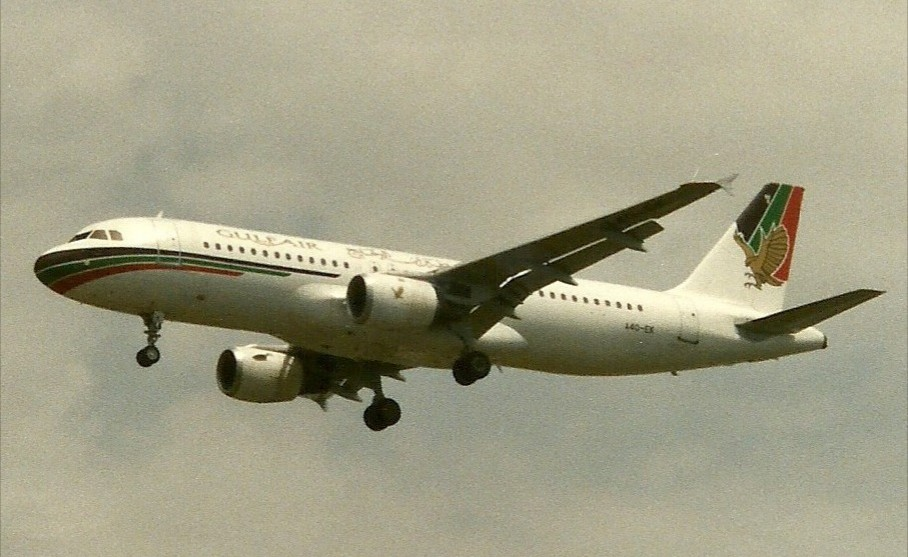
El avión involucrado en el accidente fotografiado en mayo de 1996.